# 上西城
上西城（英語：Upper West Side）是美国纽约市曼哈顿的一片街区，介于中央公园与哈德逊河之间，西59街以上。常简稱為UWS。

## 地理
上西区南到59街，东到中央公园，西到哈德逊河，北到110街，完全毗邻中央公园。 
自西向东，上西区的大道有河滨大道（第十一大道）、百老汇、阿姆斯特丹大道（第十大道）、哥伦布大道（第九大道）、曼哈顿大道和中央公园西（第八大道）。

## 伸延閲讀
- Hopper Striker Mott, The New York of Yesterday: A Descriptive Narrative of Old Bloomingdale, 1908。
- Peter Salwen, Upper West Side Story（页面存档备份，存于） 1989，ISBN 0-89659-894-2.
- Steven Birmingham, Life at the Dakota: New York's Most Unusual Address, 1996，ISBN 0-8156-0338-X.

## 外部連結
- Broadway Mall Association
- Landmark West!（页面存档备份，存于）
- NYCvisit Upper West Side map（页面存档备份，存于）
- NYSite Upper West Site Guide（页面存档备份，存于） including the block by block guide
- NYU – Historical Architecture of the Upper West Side（页面存档备份，存于）
- 上西城歷史&回憶錄（页面存档备份，存于）